# Mifune (Soul Eater)
Mifune (ミフネ?) è un personaggio del manga e dell'anime Soul Eater di Atsushi Ohkubo. È un samurai che adora i bambini e decide di proteggere la piccola strega Angela.

## Il personaggio
Mifune è un leggendario samurai conosciuto anche col soprannome di "Dio della spada", guadagnato grazie alla sua abilità ed alla sua enorme forza. Mifune, tuttavia, è solo un umano senza parentele con streghe o maestri d'armi. Cresciuto da alcuni gangster, viene ben presto utilizzato come guardia del corpo.
Mifune è il classico personaggio forte, ma silenzioso. Solitamente se ne sta seduto a gambe incrociate, ma con le spade a portata di mano, in attesa degli eventi. Mifune è generalmente molto obbediente, l'unica volta in cui si è rifiutato di eseguire un ordine è stato quando gli venne commissionato l'omicidio della piccola strega Angela Leon. Per proteggerla ha abbandonato i suoi vecchi partner malavitosi e ha dedicato la sua esistenza al bene della bimba.
La prima volta che Mifune compare, è quando fronteggia Black Star. Con lui inizialmente non fa sul serio, poi si ricrede quando sta per essere battuto. I due diventeranno ben presto rivali. Mifune è anche un ammiratore dei seguaci della "via del guerriero", e quando Black Star gli porge le spalle, Mifune intravede in lui il guerriero interiore. Tuttavia durante il loro ultimo scontro, Mifune scorge il demone che fu del padre e per aiutare il rivale, lo combatte e aiuta Black Star a non percorrere la "via del demonio".

## Abilità
In combattimento, Mifune fa uso della cosiddetta tecnica della Lama Infinita (無限一刀流?, Mugen Ittōryū); piuttosto che fare affidamento su un'unica lama, Mifune utilizza centinaia di katane che sparpaglia sul campo di battaglia. Spesso le katane sono avvolte da un nastro giallo con sopra la scritta nera "KEEP OUT".
- Percorso delle tre spade (三道射?, Sandōuchi): Mifune afferra tre spade e salta, scagliandole poi contro il nemico. Anche se le spade non provocano alcun danno, esse sono posizionate lungo una linea, il che permette a Mifune di camminarci sopra e di utilizzarle come percorso improvvisato.
- Addizione (加法?, Kahō): dopo aver precedentemente stordito l'avversario, Mifune posiziona sul corpo avversario una serie di dodici spade. L'entità delle lesioni causate a seguito di questa tecnica variano da lieve a fatale; tutto dipende da quanto Mifune desideri ferire il bersaglio. Spesso usata insieme a Moltiplicazione.
  - Moltiplicazione (乘法?, Johō): dopo aver precedentemente attaccato l'avversario con Addizione, Mifune colpisce in rapida successione le dodici spade attaccate all'avversario, infliggendogli un totale di ventiquattro colpi.
- Zanna affilata (刀牙?, Toga): dopo aver precedentemente posizionato tre spade lungo una linea, Mifune colpisce, con un unico fendente, le punte delle lame conficcate nel terreno, in modo da direzionarle verso l'alto. 
  - Linea verticale (垂直の並?, Suichoku no Narabi): Mentre le spade sono sospese in aria, Mifune le colpisce, scagliandole come dardi contro l'avversario.
- Linea disordinata (乱立の並?, Ranritsu no Narabi): Mifune ruota su se stesso, facendo sollevare le lame che ha intorno. Poi le colpisce rapidamente tutte in una volta, scatando una tempesta di attacchi che colpisce il nemico da tutte le direzioni.